# Fernando Iório Rodrigues
Fernando Iório Rodrigues (* 23. Juni 1929 in Maceió, Alagoas, Brasilien; † 20. März 2010 ebenda) war römisch-katholischer Bischof von Palmeira dos Índios.

## Leben
Fernando Iório Rodrigues trat in das Priesterseminar Nossa Senhora da Assunção in Maceió ein und studierte Theologie und Philosophie. Er empfing am 30. November 1953 die Priesterweihe. Nach seelsorgerischer Tätigkeit absolvierte er einen Masterabschluss in Kommunikationswissenschaften und Englisch an der Universidade Federal de Alagoas (UFAL) und weitere postgraduale Abschlüsse in Literaturtheorie, Sprachwissenschaften, Literaturwissenschaften, Brasilianische und Portugiesische Sprachwissenschaften, Sprachdidaktik und Musik an der Universidade Federal Fluminense (UFF). Er war Professor für Portugiesische Sprachwissenschaften an der UFAL und unterrichtete ebenfalls an der UFF in Rio de Janeiro. Er engagierte sich an der Academia Alagoana de Letras (AAL), deren Präsident er seit 2008 war. Er war zudem als Journalist tätig und veröffentlichte zahlreiche Aufsätze und 13 Bücher.
1985 ernannte ihn Johannes Paul II. zum dritten Bischof des Bistums Palmeira dos Índios. Otàvio Barbosa Aguiar, Altbischof von Palmeira dos Índios, spendete ihm am 29. Mai 1985 die Bischofsweihe; Mitkonsekratoren waren der deutschstämmige Franziskaner Constantino José Lüers OFM, Bischof von Penedo, und sein Amtsvorgänger Epaminondas José de Araújo.
2006 wurde seinem Rücktrittsgesuch aus Altersgründen durch Benedikt XVI. stattgegeben. Er starb an den Folgen von Herzproblemen.

## Schriften (Auswahl)
- Fascínio de Jesus Cristo. Editora Paulus, 1997, ISBN 8534908605.
- Pequenas Histórias, Grandes Lições. Paulinas 2010, ISBN 9788535611427.